# 龍舞町
龍舞町（りゅうまいちょう）は、群馬県太田市にある地名（町丁）。郵便番号は373-0806。

## 概要
休泊地区にある町丁。

## 地理
南部を大泉町と接している。

### 近隣町丁
- 下小林町
- 内ケ島町
- 朝日町
- 茂木町
- 沖之郷町

## 世帯数と人口
2022年（令和4年）3月31日現在の世帯数と人口は以下の通りである。
| 町丁   | 世帯数   | 人口   |
| ------ | -------- | ------ |
| 龍舞町 | 3837世帯 | 8741人 |

## 小・中学校の学区
市立小・中学校に通う場合、学区は以下の通りとなる。
| 番地                        | 小学校             | 中学校             |
| --------------------------- | ------------------ | ------------------ |
| 1区、2区、3区、竜内（全域） | 太田市立休泊小学校 | 太田市立休泊中学校 |

## 交通

### 鉄道
東武小泉線がとおっており、 竜舞駅がある。

### 道路
- 栃木県道・群馬県道38号足利千代田線
- 国道122号

## 施設
- 竜舞駅
- 太田市立休泊小学校
- 太田市立休泊中学校